# Paola Gustave Dit Duflo
Pour les articles homonymes, voir Dit et Duflo.
Paola Gustave Dit Duflo est une joueuse française de volley-ball née le 7 octobre 1988. Elle mesure 1,82 m et joue centrale.

## Clubs
| Club                      | Pays   | De        | À         |
| ------------------------- | ------ | --------- | --------- |
| Istres Sports Volley-Ball | France | 2006-2007 | 2008-2009 |
| UGSE Nantes Volley        | France | 2009-2010 | …         |